# Bordning
Bordning (att borda) är handlingen av ett fartyg som lägger sig bord vid bord med annat fartyg, därav namnet. Detta görs framför allt i syfte att koppla ihop fartygen och föra över last eller manskap, alternativt för att äntra det andra fartyget i fientligt syfte.

## Äntring
Äntring (att äntra) är handlingen av att genom klättring ta sig ombord ett fartyg, såsom att klättra uppför skrovet eller ta sig upp i eller ombord riggen. Äntring sker framförallt genom bordning och används huvudsakligen i samband med sjökonflikt för att erövra och kapa fartyg, exempelvis militärt, polisiärt eller inom sjöröveri, varvid kombattanter skickas att äntra det andra fartyget.
Dito kombattanter kallas traditionellt för äntergastar.
Bordning följt av äntring var inom sjöstrid en vanlig stridsmetod under mycket lång tid, från förhistorisk tid fram till början av 1800-talet. Innan sjöartilleri fanns var äntring den primära stridsmetoden för sjöstrid. Olika taktiker och teknologier utvecklades för äntring och motåtgärder. Äntringsmanskapet var förr väpnade med änterbila. Vid äntring nyttjades dessutom änterpikar/änterhakar och änterdraggar för att hålla fartygen samman. 
Äntring är föråldrat inom sjöstrid men förekommer på mindre skala under speciella förhållanden, såsom militära specialuppdrag. Äntring förekommer bland annat även inom polisiär kontraterrorism, men framför allt inom sjöröveri, specifikt av somaliska sjörövare.
Benämningen äntring används även för handlingen att klättra in i en byggnad på land.

### Äntringsverktyg
- Änterbila (änteryxa) – kortskaftad yxa eller bila, försedd med en utstående pik i den mot eggen motsatta delen
- Änterbrygga (äntringsbrygga) – skeppsmonterad fällbar ramp eller vindbrygga, ibland med hake längst ut, som släpps över relingen på fientligt fartyg vid bordning[5][6]
- Änterdragg (änterkrok) – liten dragg med kedja eller rep som kastas mot reling eller dylikt för att ankra och agera klätterlina[4]
- Änterhake – båtshake med vass spets och hake för äntring
- Änterhuggare – kortare sabel eller dylikt som används vid äntring
- Änternät – försvarsnät för att avslå eller försvåra fientlig äntring
- Änterpik – kortskaftad pik för att mota bort äntergastar och avslå fientlig äntring vid strid man mot man
- Äntringsstång – tillfällig planka eller stång som läggs an mot ett fönster från marknivå i en vinkel som tillåter brogång, klättring eller hävning in i fönstret[4]

### Nationalencyklopedin
- Borda i Nationalencyklopedins nätupplaga. Läst 15 februari 2022.
- Äntra i Nationalencyklopedins nätupplaga. Läst 15 februari 2022.

### Svenska Akademiens ordlista
- ”Borda i Svenska Akademiens ordlista på svenska.se”. https://svenska.se/saol/?id=0315282&pz=5. Läst 5 augusti 2021.
- ”Äntra i Svenska Akademiens ordlista på svenska.se”. https://svenska.se/saol/?sok=%C3%A4ntra&pz=1. Läst 15 februari 2022.

### Nordisk familjebok
- Nordisk familjebok / Uggleupplagan. 33. Väderlek - Äänekoski / Äntra i Nordisk familjebok (andra upplagan, 1922)